# Demi-entier

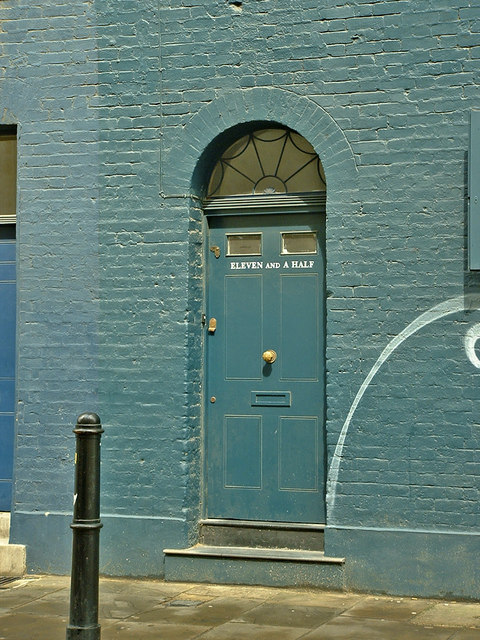
11+1/2 est entre 11 et 12

En mathématiques, un demi-entier est un nombre de la forme {\displaystyle n+1/2}, où {\displaystyle n} est un entier relatif. Par exemple, 
{\displaystyle \cdots ,-{5 \over 2},-{3 \over 2},-{1 \over 2},+{1 \over 2},+{3 \over 2},+{5 \over 2},\cdots }
sont des demi-entiers. Remarquons que la moitié d’un entier n’est pas toujours un demi-entier. Par exemple, la moitié d’un entier pair est un entier mais pas un demi-entier. Les demi-entiers sont précisément les nombres qui sont la moitié d’un entier impair.
L’ensemble des demi-entiers est souvent noté {\displaystyle \mathbb {Z} +{1 \over 2}}.
Les demi-entiers apparaissent assez fréquemment dans les textes mathématiques dans lesquelles il est pratique de leur donner un nom. Par exemple, l'empilement de réseau de sphères unité le plus dense en dimension quatre s’obtient en plaçant une sphère en chaque point dont les coordonnées sont soit toutes entières soit toutes demi-entières ; cet empilement est en rapport avec les entiers de Hurwitz, qui sont des quaternions dont les coefficients réels sont tous des entiers ou des demi-entiers. De plus, le principe d'exclusion de Pauli affirme que les fermions ont des spins qui sont des demi-entiers. Les niveaux d’énergie de l’oscillateur harmonique quantique se présentent en des demi-entiers.